# Ясер Салем Алі
Ясер Салем Алі (араб. ياسر سالم علي, нар. 5 грудня 1977) — еміратський футболіст, що грав на позиції нападника за клуби «Аль-Вахда» і «Баніяс», а також національну збірну ОАЕ.
Триразовий чемпіон ОАЕ. Володар кубка ОАЕ.

## Клубна кар'єра
У дорослому футболі Ясер Салем Алі дебютував 1995 року виступами за команду клубу «Аль-Вахда» (Абу-Дабі), у якій грав протягом десяти років. У 2005—2006 році грав за інший еміратський клуб «Баніяс», після чого завершив виступи на футбольних полях.

## Виступи за збірні
У 1997 році Ясер Салем Алі у складі молодіжної збірної ОАЕ грав на молодіжному чемпіонаті світу в Малайзії.
У цьому ж 1997 року він дебютував в офіційних матчах у складі національної збірної ОАЕ. У складі збірної Ясер Салем Алі став учасником розіграшу Кубка конфедерацій 1997 року у Саудівській Аравії, де зіграв з Уругваєм (0-2), ПАР (1-0) і Чехією (1-6). Завершив виступи у національній збірній у 2002 році. Всього у складі збірної ОАЕ Ясер Салем Алі зіграв 27 матчів, у яких відзначився 13 забитими м'ячами.

## Титули і досягнення
- Чемпіон ОАЕ (3):

«Аль-Вахда»: 1998—1999, 2000—2001, 2004—2005
- Володар кубка ОАЕ (1):

«Аль-Вахда»: 1999—2000